# Flughafen Yongphulla

i7
i11
i13
Der Flughafen Yongphulla (auch Yongphula; englisch Yongphula Domestic Airport, IATA-Code: YON, ICAO-Code: VQTY) ist ein regionaler Flugplatz nahe der Stadt Trashigang in Bhutan. Der Flughafen wurde 2011 eröffnet. Derzeit fliegt Bhutans staatliche Fluggesellschaft Drukair den Flughafen an.